# Torre de Cerredo
Torre de Cerredo (též Torrecerredo, astursky La Torre Cerréu, 2650 m n. m.) je hora v pohoří Picos de Europa (součást Kantáberského pohoří) v severním Španělsku. Nachází se na hranicích mezi autonomními společenstvími Asturie a Kastilie a León asi 7 km severovýchodně od vesnice Posada de Valdeón a 25 km jihojihozápadně od města Llanes. Na vrchol jako první vystoupili 30. června 1882 Aymar d'Arlot de Saint Saud, Paul Labrouche, Juan Suárez, de Espinama a Francois Salles. Torre de Cerredo je nejvyšší horou Picos de Europa i celého Kantáberského pohoří.
Na vrchol lze vystoupit od severu od chaty J. Delgado Úbeda (v závěru lezecké pasáže obtížnosti II+, celkem 3–4 hod).